# Anne Michaels
Anne Michaels (ur. 15 kwietnia 1958 w Toronto) – kanadyjska pisarka.

## Życiorys
W 1980 ukończyła studia na Uniwersytecie Torontońskim, gdzie aktualnie wykłada. Za swoją pierwszą książkę The Weight of Oranges otrzymała nagrody Commonwealth Writers' Prize i Canadian Authors Association Award, za drugi tomik wierszy Miners Pond natomiast nominację do Governor General's Award. Jej powieść Płomyki pamięci została nagrodzona Orange Prize, Books in Canada First Novel Award i Trillium Book Award. Doczekała się ona także adaptacji filmowej.

## Dzieła

### Powieści
- Fugitive Pieces (1997) (wyd. pol. 2000, Płomyki pamięci)
- The Winter Vault (2008)

### Poezja
- The Weight of Oranges (1986)
- Miners Pond (1991)
- Skin Divers (1999)
- Poems (2000)